# Ludwig von Putbus
Ludwig I von Putbus lub Ludwik I von Putbus (ur. 1549 w Podbórzu, zm. 10 sierpnia 1594 w Swobnicy) – komtur swobnicki w latach 1576–1594.

## Życiorys

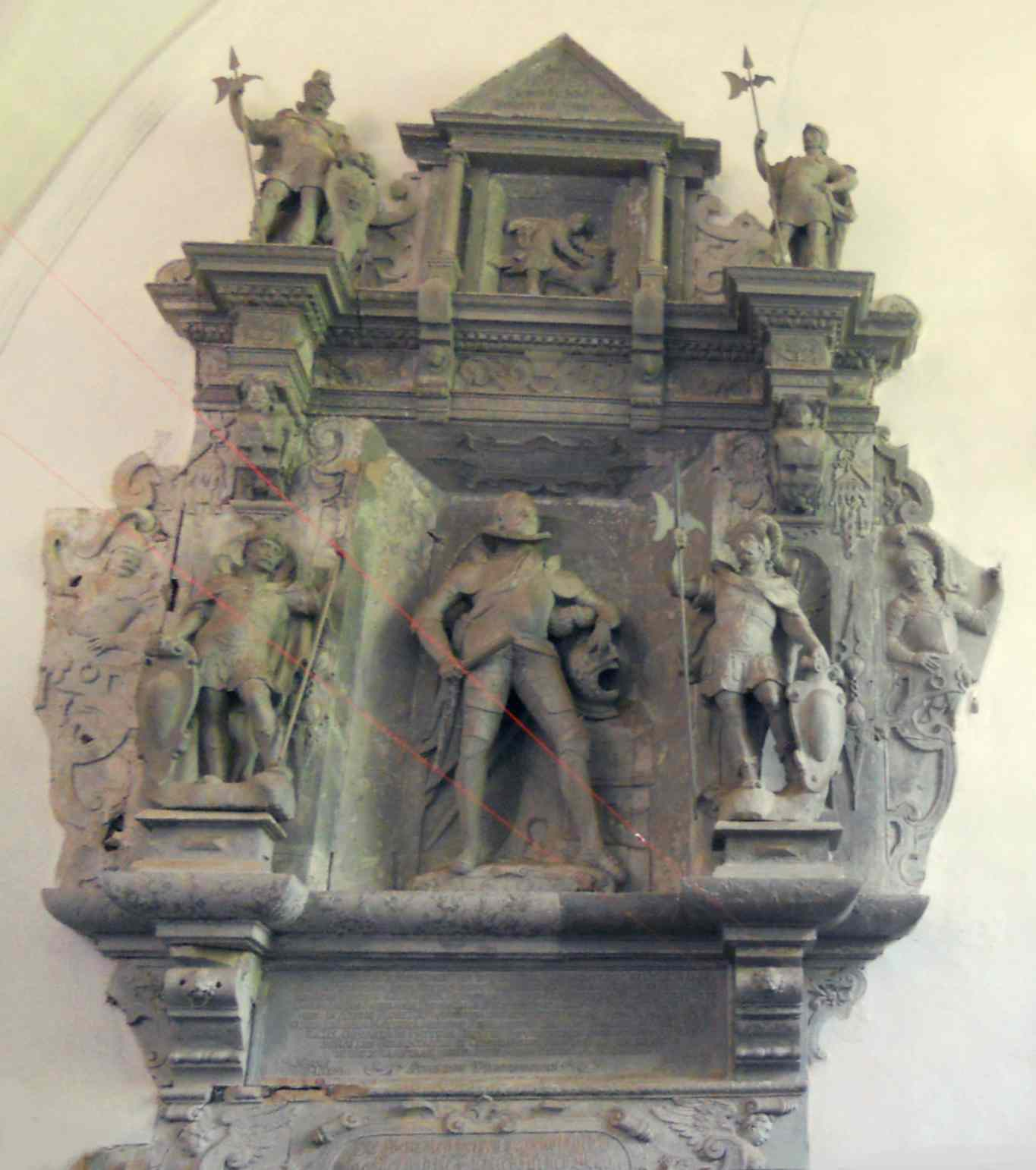
Epitafium Ludwiga von Putbusa (kościół św. Marii Magdaleny w Vilmnitz)

Ludwig von Putbus pochodził ze starej rugijskiej rodziny. Oficjalnie był synem Jerzego I, pana na Podbórzu (Georg lub Jürgen Freiherr zu Putbus) i Anny Katarzyny, hrabianki Hohenstein na Vierraden (Anna Katharina von Honstein-Vierraden) w ziemi wkrzańskiej. Ludwig był faworytem księcia pomorskiego Filipa I i być może jego nieślubnym synem. W 1574 ożenił się z Anną Marią, hrabianką Hohenstein. 
W dwa lata później, w 1576 otrzymał od księcia wołogoskiego Ernesta Ludwika ewangelicką komandorię swobnicką jako własność dziedziczną. Według tradycji komtur swobnicki i pastor w Baniewicach Łukasz Hamel byli zaciekłymi wrogami. Po śmierci Ludwiga jego potomkowie dzierżyli komturię do roku 1640.
Ludwig von Putbus zmarł w Swobnicy (daw. Wildenbruch) w wieku 45 lat. Został pochowany w podziemiach kościoła św. Marii Magdaleny w Vilmnitz, w krypcie pełniącej od połowy XIV w. rolę rodzinnego mauzoleum Putbusów. Kamienne epitafium Ludwiga powstało w latach 1599–1602.

### Hipoteza pochodzenia Ludwiga według E. Rymara
| Jerzy I pomorski ur. 11 IV 1493 zm. na przeł. 9/10 V 1531 | Jerzy I pomorski ur. 11 IV 1493 zm. na przeł. 9/10 V 1531 |                                                     |                                                     | Amelia reńska ur. 25 VII 1490 zm. 6 I 1525 | Amelia reńska ur. 25 VII 1490 zm. 6 I 1525 |  |  | Wolfgang ur. ok. 1480 zm. 1535 | Wolfgang ur. ok. 1480 zm. 1535 |                                              |                                              | Katarzyna ur. ok. 1485 zm. ? | Katarzyna ur. ok. 1485 zm. ? |
|                                                           |                                                           |                                                     |                                                     |                                            |                                            |  |  |                                |                                |                                              |                                              |                              |                              |
|                                                           |                                                           |                                                     |                                                     |                                            |                                            |  |  |                                |                                |                                              |                                              |                              |                              |
|                                                           |                                                           | Filip I wołogoski ur. 14/15 VII 1515 zm. 14 II 1560 | Filip I wołogoski ur. 14/15 VII 1515 zm. 14 II 1560 |                                            |                                            |  |  |                                |                                | Anna Katarzyna (konkubina) ur. 1510 zm. 1567 | Anna Katarzyna (konkubina) ur. 1510 zm. 1567 |                              |                              |
|                                                           |                                                           |                                                     |                                                     |                                            |                                            |  |  |                                |                                |                                              |                                              |                              |                              |
|                                                           |                                                           |                                                     |                                                     |                                            |                                            |  |  |                                |                                |                                              |                                              |                              |                              |
|                                                           |                                                           |                                                     |                                                     |                                            |                                            |  |  |                                |                                |                                              |                                              |                              |                              |

|  |  |  |  | Ludwig von Putbus (ur. 1549, zm. 10 VIII 1594) |

## Rodzina

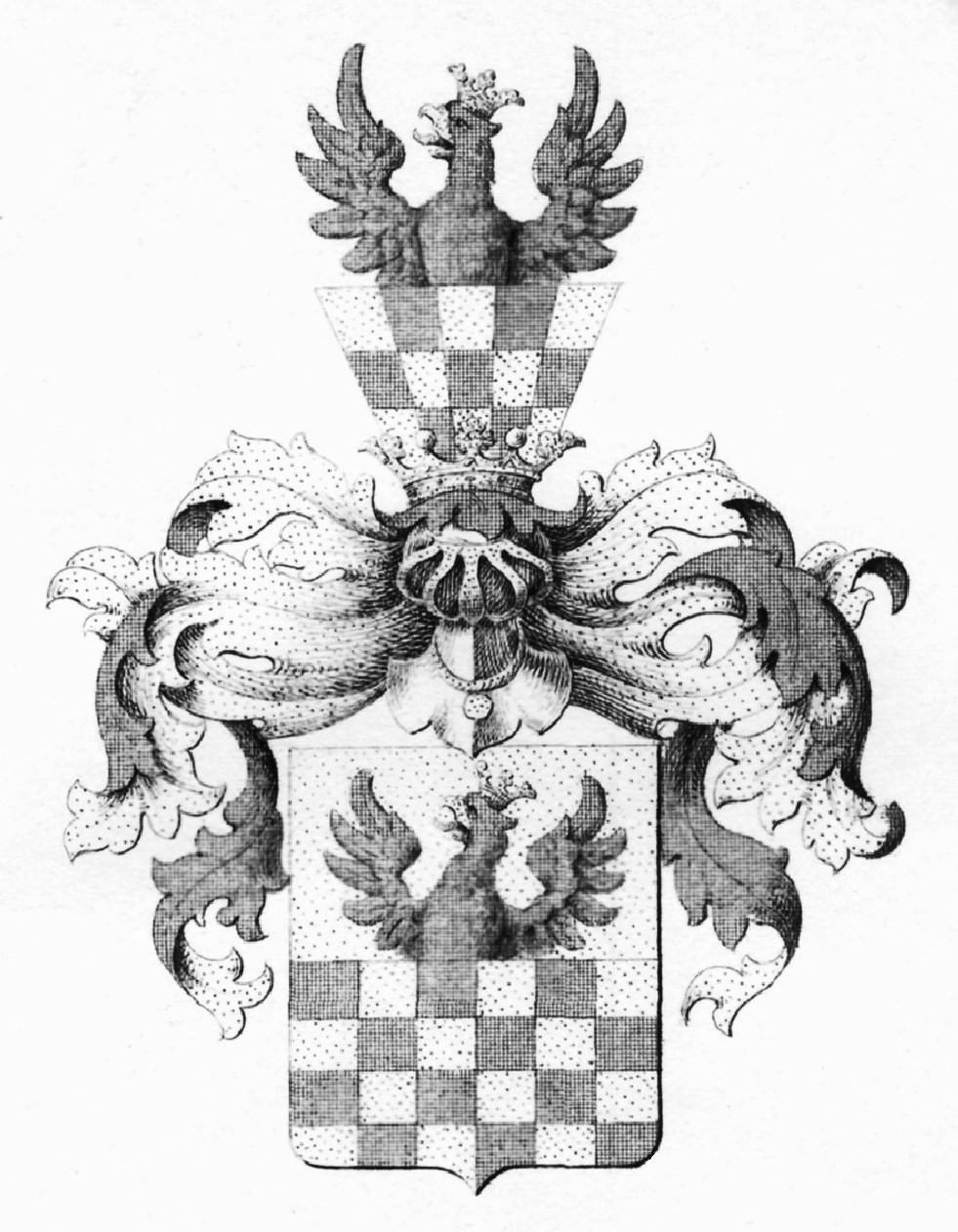
Herb rodowy von Putbusów

Ludwig von Putbus ze związku małżeńskiego z Anną Marią (zm. 1595), który został zawarty w 1574 w Klettenbergu miał czternaścioro dzieci:
- Erdmanna (ur. 1576, zm. 22 października 1622) - komtura swobnickiego,
- Wolfganga Jerzego (ur. ok. 1577, zm. ?) – zmarłego w młodości,
- Wilhelma (ur. ok. 1578, zm. ?) – zmarłego w młodości,
- Martina (ur. 1579, zm. 1590),
- Ernesta Ludwiga I (ur. 1580, zm. 29 września 1615),
- Volkmara Wolfganga (ur. 20 lipca 1583, zm. 24 lipca 1637),
- Erdmutę Zofię (ur. 3 marca 1586, zm. 26 grudnia 1619),
- Filipa (ur. 1587, zm. 1615),
- Elżbietę Annę Marię (ur. 1588, zm. ?) – zmarłą w młodości,
- Ulryka Jana (ur. ok. 1589, zm. ?),
- Magdalenę (ur. 21 lutego 1590, zm. 12 stycznia 1665),
- Jerzego (ur. ok. 1591, zm. ?) – zmarłego w młodości,
- Bogusława (ur. ok. 1593, zm. ?) – zmarłego w młodości,
- Annę Marię (ur. 21 stycznia 1595, zm. ?) – zmarłą w młodości[2][a].

### Genealogia
Na podstawie D. Buchroedera
| Waldemar II von Putbus ur. ok. 1450 zm. ? | Waldemar II von Putbus ur. ok. 1450 zm. ? |                                            |                                            | Agata ur. ok. 1474 zm. ? | Agata ur. ok. 1474 zm. ? |  |  | Wolfgang ur. ok. 1480 zm. 1535 | Wolfgang ur. ok. 1480 zm. 1535 |                                  |                                  | Katarzyna ur. ok. 1485 zm. ? | Katarzyna ur. ok. 1485 zm. ? |
|                                           |                                           |                                            |                                            |                          |                          |  |  |                                |                                |                                  |                                  |                              |                              |
|                                           |                                           |                                            |                                            |                          |                          |  |  |                                |                                |                                  |                                  |                              |                              |
|                                           |                                           | Jerzy I von Putbus ur. 1519 zm. 29 IV 1563 | Jerzy I von Putbus ur. 1519 zm. 29 IV 1563 |                          |                          |  |  |                                |                                | Anna Katarzyna ur. 1510 zm. 1567 | Anna Katarzyna ur. 1510 zm. 1567 |                              |                              |
|                                           |                                           |                                            |                                            |                          |                          |  |  |                                |                                |                                  |                                  |                              |                              |
|                                           |                                           |                                            |                                            |                          |                          |  |  |                                |                                |                                  |                                  |                              |                              |
|                                           |                                           |                                            |                                            |                          |                          |  |  |                                |                                |                                  |                                  |                              |                              |

|                                                  |                                                  | Anna Maria ur. 1558 zm. 21 I 1595 OO 1574    | Anna Maria ur. 1558 zm. 21 I 1595 OO 1574    | Ludwig von Putbus (ur. 1549, zm. 10 VIII 1594) | Ludwig von Putbus (ur. 1549, zm. 10 VIII 1594) |                                    |                                    |                                         |                                         |  |  |
|                                                  |                                                  |                                              |                                              |                                                |                                                |                                    |                                    |                                         |                                         |  |  |
|                                                  |                                                  |                                              |                                              |                                                |                                                |                                    |                                    |                                         |                                         |  |  |
|                                                  |                                                  |                                              |                                              |                                                |                                                |                                    |                                    |                                         |                                         |  |  |
| Erdmann ur. 1576 zm. 22 X 1622                   | Erdmann ur. 1576 zm. 22 X 1622                   | Wolfgang Jerzy ur. ok. 1577 zm. ?            | Wolfgang Jerzy ur. ok. 1577 zm. ?            | Wilhelm ur. ok. 1578 zm. ?                     | Wilhelm ur. ok. 1578 zm. ?                     | Martin ur. 1579 zm. 1590           | Martin ur. 1579 zm. 1590           | Ernest Ludwig I ur. 1580 zm. 29 IX 1615 | Ernest Ludwig I ur. 1580 zm. 29 IX 1615 |  |  |
|                                                  |                                                  |                                              |                                              |                                                |                                                |                                    |                                    |                                         |                                         |  |  |
| Volkmar Wolfgang ur. 20 VII 1583 zm. 24 VII 1637 | Volkmar Wolfgang ur. 20 VII 1583 zm. 24 VII 1637 | Erdmuta Zofia ur. 3 III 1586 zm. 26 XII 1619 | Erdmuta Zofia ur. 3 III 1586 zm. 26 XII 1619 | Filip ur. 1587 zm. 1615                        | Filip ur. 1587 zm. 1615                        | Elżbieta Anna Maria ur. 1588 zm. ? | Elżbieta Anna Maria ur. 1588 zm. ? | Ulryk Jan ur. ok. 1589 zm. ?            | Ulryk Jan ur. ok. 1589 zm. ?            |  |  |
|                                                  |                                                  |                                              |                                              |                                                |                                                |                                    |                                    |                                         |                                         |  |  |
| Magdalena ur. 21 II 1590 zm. 12 I 1665           | Magdalena ur. 21 II 1590 zm. 12 I 1665           | Jerzy ur. ok. 1591 zm. ?                     | Jerzy ur. ok. 1591 zm. ?                     | Bogusław ur. ok. 1593 zm. ?                    | Bogusław ur. ok. 1593 zm. ?                    | Anna Maria ur. 21 I 1595 zm. ?     | Anna Maria ur. 21 I 1595 zm. ?     |                                         |                                         |  |  |

### Opracowania
- Jobst H., Schwierige Prinzen: Die Markgrafen von Brandenburg-Schwedt, Berlin 2011, ISBN 978-3-8305-1881-5.
- Edward Rymar, Rodowód książąt pomorskich, Szczecin: Książnica Pomorska im. Stanisława Staszica, 2005, ISBN 83-87879-50-9, OCLC 69296056. Brak numerów stron w książce
- Szymański J.W., Książęcy ród Gryfitów, Goleniów – Kielce 2006, ISBN 83-7273-224-8.
- Wisłocki M., Upamiętnienie i gloryfikacja w ewangelickiej sztuce Pomorza w XVI-XVII wieku [w:] „Rocznik Historii Sztuki" XXVII, 2002, ISSN 0080-3472.

### Źródła online
- Bildarchiv Foto Marburg, Grabmäler des Ludwig von Putbus (gest. 1594) und Erdmann von Putbus (gest. 1602) (niem.) [dostęp 2012-02-07].

### Opracowania online
- Buchroeder D., Ludwig von Putbus (ang.) [w:] ancestry library edition [dostęp 2012-02-05].
- Kirche Vilmnitz auf Rügen (niem.) [w:] www.ruegenmagic.de, [dostęp 2012-02-07].
- Kirchen (niem.). putbus.de. [zarchiwizowane z tego adresu (2012-02-17)]. [w:] Stadt Putbus (stadtseite) (niem.) [dostęp 2012-02-07].

### Literatura dodatkowa (online)
- Pochodzenie Ludwiga von Putbusa według D. Buchroedera (tablica genealogiczna) (ang.) [w:] ancestry library edition [dostęp 2012-02-05].
- Schoebel M., Putbus.Herren Grafen (seit 1723) und Fürsten (seit 1807) von (niem.) [w:] NDB, ADB Deutsche Biographie, [dostęp 2012-02-05].